# Tristrams Specht
Tristrams Specht (Dryocopus javensis richardsi, südkor.: 크낙새, RR: keunak-sae, nordkor.: 클락새, M.-R.: k’ŭllaksae, jap.: amanojakuma, kitataki), auch als Korea-Weißbauch-Schwarzspecht bezeichnet, ist eine extrem seltene Unterart des Weißbauchspechtes. Entdeckt und beschrieben wurde er vom englischen Geistlichen und Ornithologen Henry Baker Tristram im Jahre 1879.

## Beschreibung
Tristrams Specht gehört mit einer Länge von 46 cm zu den größten Vertretern der Spechte. Die Haube sowie der Backen- und Bartstreif sind karminrot. Eine schwarze Oberseite, Kehle und Oberbrust kontrastieren mit einer weißen Unterseite, weißen Flügelspitzen und einem weißen Bürzel. Er hat vier Zehen, von denen zwei rückwärts gerichtet sind. Seine Schwanzfedern sind straff. Sein Schnabel ist lang, hart und spitz. Sein Ruf, der sich wie ein eigenartiges „kullak!“ anhört, hat ihm seinen einheimischen Namen eingebracht.

## Lebensraum und Lebensweise
Dieser Specht kommt sowohl in dichten Bergwäldern oberhalb 1000 Metern vor, als auch in der Nähe menschlicher Siedlungen. Er ist gewöhnlich in Gegenden mit Kastanien-, Eichen-, Pappel- und Ulmenbeständen anzutreffen. Er bevorzugt tote Baumbestände, in denen er seine Bruthöhlen baut und nach Insekten sucht. Die Brutzeit ist von April bis Mai, wo drei bis vier Eier in einer Baumhöhle abgelegt werden. Er geht vor Sonnenaufgang auf Nahrungssuche und bei Sonnenuntergang fliegt er zum Nest zurück. Er kann sich schnell von Baum zu Baum bewegen und bei Gefahr lässt er sich senkrecht am Baumstamm niederwerfen.

## Gefährdung
Tristrams Specht kam früher auf der japanischen Insel Tsushima und in ganz Korea vor. Übermäßige Bejagung und die Nachfrage nach Museumsexemplaren in westlichen Ländern zwischen den Jahren 1898 und 1902 ließen Tristrams Specht fast vollständig von Tsushima verschwinden. 1920 fand der japanische Ornithologe Nagamichi Kuroda das letzte Exemplar auf dieser Insel. Auch in Korea war er aufgrund der starken Waldrodung ein seltener Vogel. Am 30. Mai 1968 wurde er vom Ministerium für Sport und Kultur in Südkorea zum Nationalmonument Nr. 197 erklärt und genießt deshalb den besonderen Schutz der Regierung. Dort wurde er zuletzt 1981 in der Region Gwangneung in der Provinz Gyeonggi-do beobachtet und da seit 1989 jeglicher Nachweis fehlt, wird er in der Korean Red List of Threatened Species von 2014 als regional ausgestorben (RE) gelistet. 1993 wurde jedoch an der Demilitarisierten Zone ein Pärchen beobachtet. 2017 vermeldete das südkoreanische Fernsehen das Aussterben dieser Unterart in Südkorea. Gegenwärtig kommt er nur noch in Nordkorea vor, wo er 1982 zum Nationalmonument Nr. 433 erklärt wurde. 1993 schätzte man den Bestand auf etwa 30 Exemplare in den Provinzen Kangwŏn-do und Hwanghae-pukto insbesondere in den verbliebenen Wäldern von Rinsan, Pongsan, Changp’ung, Pakyon, Kaesŏng und um den Bereich des Myoraksan. 2018 ging man von einem Bestand von 20 Exemplaren in Nordkorea aus.